# Nuporanga (kommun)
Nuporanga är en kommun i Brasilien.   Den ligger i delstaten São Paulo, i den sydöstra delen av landet, 600 km söder om huvudstaden Brasília. Antalet invånare är 6 817.
Följande samhällen finns i Nuporanga:
- Nuporanga

Trakten runt Nuporanga består till största delen av jordbruksmark. Runt Nuporanga är det glesbefolkat, med 18 invånare per kvadratkilometer.